# Shire Hall (Monmouth)
Shire Hall je reprezentativní historická budova v centru velšského města Monmouthu. Byla postavena v roce 1724 a původně sloužila místním soudům (Quarter Session a Court of Assize). V letech 1839 až 1840 se zde konal proces s chartistou Johnem Frostem a jeho společníky z Newportského povstání, kteří byli obviněni z velezrady. Také se zde konaly trhy. V současnosti je Shire Hall v majetku Monmouthshire County Council a funguje jednak jako úřadovna pro Monmouth Town Council, jednak jako turistické informační centrum. Jedná se o takzvanou listed building, tedy budovu zapsanou na seznamu památek.

## Dějiny
Současná budova byla postavena v roce 1724 a jednalo se o již nejméně čtvrtou budovu na tomto místě. V roce 1536 zde byla postavena alžbětinská stavba, která byla v roce 1571 nahrazena hrázděnou stavbou. Trámy z této stavby pak byly použity při stavbě Shire Hall, jejíž přízemí sloužilo obchodům. Budova z kamenných kvádrů byla navržena málo známým architektem Philipem Fisherem (zemřel 1776) z Bristolu za cenu 1700 liber. V roce 1725 se do prvního patra přesunuly soudy pravidelné soudy Court of Assize a v roce 1765 byly do frontonu budovy umístěny hodiny vyrobené Richardem Watkinsem.

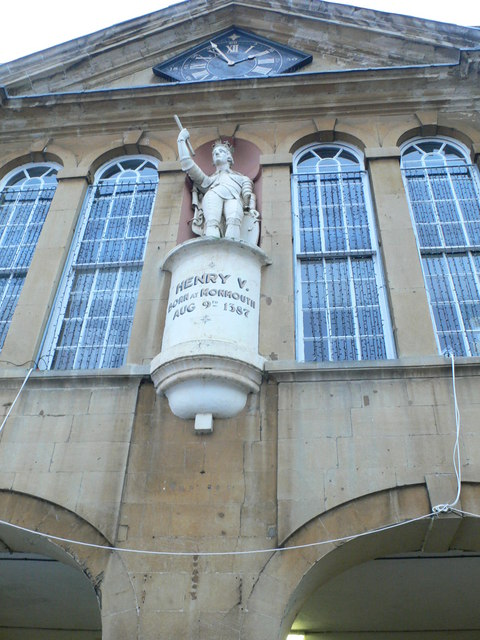
Socha Jindřicha V. Plantageneta

Vnitřek budovy byl předělán v roce 1828 a na nové schodiště byla zvenčí přidána věž s lucernou. Na stavbě se podílel Thomas Hopper a Edward Haydock. Do výklenku nad předním vchodem v roce 1792 přibyla socha Jindřicha V. Plantageneta od Charlese Pearta. Ta je považována za umělecky nepříliš hodnotnou a je u ní napsáno „HENRY V, BORN AT MONMOUTH, AUG 9TH 1387“ (Jindřich V., narozen v Monmouthu, 9. srp 1387). Uvedené datum je v současnosti považováno za nesprávné.

### Proces s chartisty
Nedaleko od Shire Hallu v County Goal byl vězněn jeden z vůdců chartistů Henry Vincent, který prosazoval volební právo pro všechny muže. Byl soudem odsouzen a nesouhlas veřejnosti s trestem byl jedním z důvodů, proč v roce 1839 došlo dne 4. listopadu k Newportskému povstání.
Povstání skončilo neúspěšně a jeho vůdci v čele s Johnem Frostem byli zatčeni. Od 10. prosince 1839 zasedala v Shire Hall zvláštní komise, a velká porota, v které byli lord Granville Somerset, ; John Etherington Welch Rolls; Octavius Morgan; a čtyři členové poslanci, Joseph Bailey, William Addams Williams, Reginald James Blewitt, a Benjamin Hall, rozhodovala, z čeho budou obviněni. Frost William Jones, Zephaniah Williams a pět dalších bylo obviněno z velezrady a proces s nimi začal 31. prosince. Je zpětně označovaný za jeden „z nejvýznamnější procesů ohledně zrady v dějinách britského práva“. Soudci byli Nicholas Tindal James Parke a John Williams.
Během procesu byla v Monmouthu učiněna řada opatření proti chartistům. Vojáci byli ubytováni zejména v hostinci The White Swan Inn, někteří také byli v budově na mostě přes Monnow. Všech osm mužů bylo shledáno vinnými, ale porota také doporučila milost. Soudce vynesl rozsudek 16. ledna 1840 a odsoudil tři hlavní vůdce k smrti „zabitím oběšením, vykucháním a rozčtvrcením“ a zbylé k odjezdu do trestaneckých kolonií. Den před popravou, 29. ledna, se vláda Spojeného království pod vedením Williama Lamba po poradě se soudcem obrátila na královnu Viktorii, aby zmírnila tresty na odjezd do kolonií. Dne 2. února 1840 byli vězni přesunuti do Chepstowu a pak odvezeni parníkem do Portsmouthu, odkud je loď Spithead spolu s dalšími více než dvěma stovkami vězňů odvezla do Tasmánie.

## Současné využití
Poslední soudy sídlící v budově skončili svou činnost zhruba s koncem tisíciletí, Magistrates Court v roce 1997 a County Court v roce 2002. Monmouthshire County Council pak získal na rekonstrukci budovy grant ve výši 3,2 milionu liber od Heritage Lottery Fund, který doplnil více než milionem liber z vlastních zdrojů. Renovace začala v roce 2008 a obnovená budova byla slavnostně otevřena princeznou Annou v září 2010. Důležitou součástí přestavby byla instalace výtahu, která zpřístupnila celou budovu všem. Dnes je v budově turistické informační centrum a turistům jsou také otevřeny k prohlídce některé místnosti. Například i ta, kde se konal v roce 1840 proces s chartisty.